# Santa Eugenia (Villaviciosa)
Santa Eugenia (en asturiano: Santoxenia o Los Pandos y oficialmente Santa Eugenia/Santoxenia) es una parroquia española del concejo de Villaviciosa, en Asturias. En 2020 contaba con una población de 30 habitantes (INE, 2020).
Está situada a 11 km de la capital del concejo, Villaviciosa. Limita al norte con las parroquias de La Llera y Priesca, al norte con la de Rales, al oeste con la de El Busto y al este con la de Pernús.

## Localidades
La parroquia está formada por las siguientes poblaciones:
- Paniceres, aldea
- Piñera, aldea
- Santa Eugenia (Santoxenia), aldea
- La Venta, casería
- La Capilla, aldea
- La Teya, aldea
- Villaescusa, aldea

## Demografía
| Gráfica de evolución demográfica de Santa Eugenia entre 2000 y 2020 |
|                                                                     |
| Población de derecho (2000-2020) según el padrón municipal del INE  |

## Patrimonio
- Iglesia de Santa Eugenia de los Pandos.[3]